# Sébastien Patrice
Sébastien Patrice (Marseille, 7 de abril de 2000) é um esgrimista francês.

## Carreira
Com doze anos, depois de experimentar o futebol, sentiu-se tentado pela esgrima e mais particularmente pelo sabre. Detentor de inúmeros títulos juniores, nomeadamente o de vice-campeão mundial em 2018, Sébastien Patrice ingressou no Instituto Nacional do Desporto, Especialização e Rendimento (INSEP), ao lado do irmão Jean-Philippe.
Nos Jogos Olímpicos de Verão de 2024, em Paris, conquistou a medalha de bronze na disputa de sabre por equipes ao lado de Maxime Pianfetti, Boladé Apithy e Jean-Philippe Patrice.